# Ірек (Сарактаський район)
Іре́к (рос. Ирек) — село у складі Сарактаського району Оренбурзької області, Росія.

## Населення
Населення — 103 особи (2010; 75 у 2002).
Національний склад (станом на 2002 рік):
- татари — 96 %